# Bia Montez
Bia Montez, nome artístico de Beatriz Helena Macedo de Carvalho Montez (Rio de Janeiro, 3 de janeiro de 1958) é uma atriz, roteirista, autora teatral e teatróloga brasileira. Ficou conhecida por ter interpretado dona Vilma em Malhação onde ficou de 2001 a 2007.

## Biografia

### Na Televisão
Trabalhou com diversos nomes do teatro e se tornou célebre ao interpretar a personagem Dona Vilma de Malhação, a partir da temporada de 2001 até a temporada de 2007. Em 2009, assinou contrato com a RecordTV para atuar na trama de Gisele Joras, intitulada de Bela, a Feia. Permaneceu na emissora e em 2011, atuou em Vidas em Jogo e em 2013 no remake de Dona Xepa, escrito por Gustavo Reiz. Em 2015, volta à Rede Globo onde faz participação humorístico Tomara que Caia e na novela Verdades Secretas. No ano seguinte, retorna à Malhação: Seu Lugar no Mundo depois de quase dez anos, fazendo participação especial, na pele de Marilu, a tia de Uodson (Lucas Lucco).

## Filmografia

### Televisão
| Ano     | Título                             | Personagem                                    | Notas                                       |
| ------- | ---------------------------------- | --------------------------------------------- | ------------------------------------------- |
| 1986    | Cambalacho                         | Joana (Funcionária da Physical)               |                                             |
| 1987    | Sassaricando                       | Flávia                                        |                                             |
| 1991    | O Sorriso do Lagarto               | Repórter                                      |                                             |
| 1991    | A História de Ana Raio e Zé Trovão | Enfermeira Copélia                            |                                             |
| 1995    | História de Amor                   | Isaura                                        |                                             |
| 1996    | Malhação                           | Fátima                                        |                                             |
| 1996    | O Rei do Gado                      | Assumpção                                     |                                             |
| 1997    | Anjo Mau                           | Cibele (Presidiária)                          |                                             |
| 1998    | Meu Bem Querer                     | Nazareth                                      |                                             |
| 1998    | Mulher                             | Débora                                        | Episódio: "Escolhas"                        |
| 2001    | Brava Gente                        | Celeste                                       | Episódio: "A Sonata"                        |
| 2001–07 | Malhação                           | Vilma Ribeiro da Silva                        |                                             |
| 2008    | Casos e Acasos                     | Norma                                         | Episódio: "O Parto, o Batom e o Passaporte" |
| 2008    | Casos e Acasos                     | Judite                                        | Episódio: "O Teste, o Gato e o Rejeitado"   |
| 2008    | Beleza Pura                        | Nazaré Assumpção de Jesus (Assumpção / Sussú) |                                             |
| 2009    | Bela, a Feia                       | Hortência Peixoto                             |                                             |
| 2011    | Vidas em Jogo                      | Hermezinda Peres Malta                        |                                             |
| 2013    | Dona Xepa                          | Matilda Batista                               |                                             |
| 2013    | Tá Tudo em Casa                    | Genoveva                                      | Especial de fim de ano                      |
| 2014    | Milagres de Jesus                  | Léia                                          |                                             |
| 2014    | Trair e Coçar É só Começar         | Edilza                                        | Episódio: "Cinderela"                       |
| 2014    | Plano Alto                         | Investigadora Soninha                         |                                             |
| 2015    | As Canalhas                        | Norma                                         | Episódio: "Esther"                          |
| 2015    | Tomara que Caia                    | Dona Silvéria                                 | Episódio: "O Parto VIP"                     |
| 2015    | Verdades Secretas                  | Drª. Daniela                                  |                                             |
| 2016    | Malhação: Seu Lugar no Mundo       | Maria Lúcia de Souza (Tia Marilu)             |                                             |
| 2016    | A Lei do Amor                      | Leila de Oliveira                             |                                             |
| 2018    | O Tempo Não Para                   | Januza Palhares                               |                                             |
| 2023    | Fuzuê                              | Conceição Leal                                |                                             |

### Cinema
| Ano  | Título                  | Personagem                 | Notas          |
| ---- | ----------------------- | -------------------------- | -------------- |
| 1985 | Tropclip                | Secretária do Mr. Thompson |                |
| 1988 | Banana Split            | —                          |                |
| 1998 | Zoando na TV            | Dona Tereza                |                |
| 1998 | Tempo das Uvas          | Mulher do armarinho        | Curta-metragem |
| 1999 | O Roubo                 | —                          | Curta-metragem |
| 2016 | O Lunático              | Diana                      | Curta-metragem |
| 2017 | Um Tio Quase Perfeito   | Coordenadora Luciana       |                |
| 2021 | Um Tio Quase Perfeito 2 | Coordenadora Luciana       |                |
| 2025 | A Lista                 | Selma                      |                |

## Teatro
- Rasga Coração, com direção de Oduvaldo Viana Filho.
- Na Terra do Pau-Brasil nem Tudo Carminha Viu, com direção de Ary Fontoura.
- A Fada Que Tinha Idéias, de Ruth de Souza com direção de Eduardo Tolentino de Araújo.
- As Múltiplas Faces de Hélice, escrita por ela mesma e dirigida por Dulce Bressane.
- Cinderela em Chicago, escrita por José Wilker e dirigida por Eduardo Martini.
- Odeio Hamlet, de Paul Rudnick, direção de José Wilker
- Bonitinhas, mas Extraordinárias, de Fátima Valença e Bia Montez, direção de Cyrano Rosalém
- A Verdadeira História de Beatriz Alzira, escrita por ela mesma e Fátima Valença, com direção de Sandra Pêra
- A Viagem dos Meus Sonhos, escrita por ela mesma e Fátima Valença.